# 다이메틸에탄올아민
다이메틸에탄올아민(영어: dimethylethanolamine, DMEA)은 화학식이 (CH3)2NCH2CH2OH인 유기 화합물이다. 다이메틸에탄올아민은 3차 아민과 1차 알코올 작용기를 둘 다 가지고 있는 이작용기 물질이다. 다이메틸에탄올아민은 무색의 점성이 있는 액체이다. 다이메틸에탄올아민은 피부 톤을 개선하기 위한 스킨 케어 제품에 사용되며 경구 섭취의 누트로픽으로 사용된다. 다이메틸에탄올아민은 다이메틸아민의 에톡실화에 의해 제조된다.

## 산업적 용도
다이메틸에탄올아민은 질소 머스타드인 2-다이메틸아미노에틸 클로라이드와 같은 다른 화학 물질의 전구체이다. 아크릴레이트 에스터는 응집체로 사용된다.
관련 화합물은 가스 정화 예를 들어 신 가스 흐름에서 황화 수소를 제거하는 데 사용된다.

## 기능 식품에서의 용도
다이메틸에탄올아민의 중주석산염, 즉 2-다이메틸아미노에탄올 (+)-중주석산염은 식이 보충제로 판매된다. 이는 다이메틸에탄올아민을 37% 제공하는 흰색 분말이다.

## 같이 보기
- 콜린
- 디펜히드라민
- 독실아민
- 에탄올아민
- 메클로페녹세이트
- 오르페나드린